# Jasenak
Jasenak is een plaats in de gemeente Ogulin in de Kroatische provincie Karlovac. De plaats telt 301 inwoners (2001).